# Megophrys binchuanensis
Espèce
Synonymes
- Megophrys minor binchuanensis Ye & Fei, 1995
- Xenophrys binchuanensis (Ye & Fei, 1995)

Statut de conservation UICN

 VU  : Vulnérable
Megophrys binchuanensis est une espèce d'amphibiens de la famille des Megophryidae.

## Répartition
Cette espèce est endémique du Sud du Yunnan en République populaire de Chine. Elle se rencontre dans le xian de Binchuan et dans la ville-préfecture de Lijiang, entre 1 900 et 2 800 m d'altitude,.

## Étymologie
Son nom d'espèce, composé de binchuan et du suffixe latin -ensis, « qui vit dans, qui habite », lui a été donné en référence au lieu de sa découverte, le xian de Binchuan.

## Publication originale
- Ye & Fei, 1995 : Taxonomic studies on the small type Megophrys in China including descriptions of the new species (subspecies) (Pelobatidae: genus Megophrys). Acta Herpetologica Sinica, vol. 4, no 5, p. 72-81.